# Photischer Niesreflex
Der photische Niesreflex (altgriechisch φῶς phōs, Gen. φωτός phōtos „Licht“) beschreibt das Phänomen, dass manche Menschen niesen müssen, wenn sie plötzlicher Helligkeit ausgesetzt sind (z. B. Sonnenlicht).

## Verbreitung
In unterschiedlicher Ausprägung weisen 17 bis 35 Prozent der Menschen diesen Effekt auf. Unter den Betroffenen sind Frauen leicht überrepräsentiert. Es besteht eine statistisch signifikante Korrelation zwischen dem Auftreten des photischen Niesreflexes und dem Vorliegen einer Nasenscheidewandverkrümmung. Die meisten Betroffenen reagieren mit maximal dreimaligem Niesen innerhalb eines Zeitraums von 20 Sekunden.

## Ursachen

Vererbungsschema des ACHOO-Syndromes

Die Ursachen sind nicht abschließend geklärt. Als sehr wahrscheinlich gilt jedoch eine autosomal dominante Vererbung, daher spricht man auch vom ACHOO-Syndrome (Autosomal Dominant Compelling Helio-Ophthalmic Outbursts of Sneezing). Die gängigste Theorie geht davon aus, dass bei diesen Menschen der Sehnerv (Nervus opticus) ungewöhnlich nah am Drillingsnerv (Nervus trigeminus) verläuft. Letzterer Nerv ist für die sensible Innervation des Gesichtes und auch der Nasenschleimhaut verantwortlich. Werden nun bei plötzlicher Helligkeit sehr viele Aktionspotentiale über den Sehnerv geleitet, wird der Drillingsnerv elektrisch gereizt, was vom Gehirn wie eine Reizung der Nasenschleimhaut verarbeitet wird und somit als Niesreiz Ausdruck findet. Wenn sich das Auge an die Helligkeit gewöhnt hat, also die Pupillen verengt sind und die Empfindlichkeit der Netzhaut abgenommen hat, lässt der Niesreiz nach.
Der photische Niesreflex wurde als Risikofaktor für Militärpiloten identifiziert, da diese dadurch möglicherweise in einer kritischen Flugsituation von der Steuerung ihrer Maschine abgelenkt werden könnten. Bei entsprechenden Versuchen wurde festgestellt, dass Interferenzfilter und damit auch Sonnenbrillen keinen Schutz vor dem Niesreflex bieten. Man geht daher davon aus, dass nicht die Wellenlänge, sondern die Intensität des Lichtes für den Reiz verantwortlich ist.

## Frühe Erklärungsversuche
Die wohl ersten Aufzeichnungen zu diesem Phänomen finden sich bei Pseudo-Aristoteles. Der Autor führt das Niesen nicht auf die Licht-, sondern auf die Wärmeeinwirkung der Sonne zurück. Statt von einem photischen müsste man hier von einem thermischen Niesreflex sprechen.

„Warum niest man leichter, wenn man in die Sonne blickt? Doch wohl deshalb, weil sie (die Sonne) durch die Erwärmung (das Niesen) in Bewegung setzt, wie wenn man mit Federn (die Nase) berührt. Denn in beiden Fällen tut man dasselbe: indem man durch die Bewegung Wärme erzeugt, macht man aus der Feuchtigkeit schneller Luft. Der Austritt dieser Luft aber ist das Niesen.“

„Warum nur tritt das Niesen bei uns nicht im Schlaf ein, sondern sozusagen ganz und gar im Wachen? Doch wohl, weil das Niesen [auch] durch eine gewisse Wärme zustande kommt, die die Stelle in Bewegung setzt, von der (das Niesen) ausgeht. Deshalb richten wir uns auch gegen die Sonne, wenn wir niesen wollen, während, wenn wir schlafen, die Wärme nach innen zusammengedrängt wird.“

Fast 2000 Jahre später widerspricht der englische Philosoph und Staatsmann Francis Bacon dieser Ansicht. In Sylva Sylvarum or A Naturall Historie in Ten Centuries (1626), einer posthum veröffentlichten Kompilation von Naturbeschreibungen, vertritt er die Ansicht, dass das Niesen nicht von der Erwärmung der Nase herrühre. Der Grund liege vielmehr darin, dass Flüssigkeit aus dem Gehirn in die Augen und von dort in die Nase fließe. Über die genaue Ursache für diesen Abfluss von Hirnflüssigkeit schweigt Bacon allerdings. Ob er das Licht oder die Wärme dafür verantwortlich macht, muss offenbleiben. (Durch seine Feststellung, dass das Niesen nicht von der Erwärmung der Nase herrühre, schließt Bacon eine Wärmeeinwirkung nicht generell als Ursache des Niesens aus.)

“Looking against the sun doth induce sneezing. The cause is not the heating of the nostrils, for then the holding up of the nostrils against the sun, though one wink, would do it; but the drawing down of the moisture of the brain; for it will make the eyes run with water: and the drawing of moisture to the eyes, doth draw it to the nostrils by motion of consent; and so followeth sneezing: as contrariwise, the tickling of the nostrils within, doth draw the moisture to the nostrils, and to the eyes by consent; for they also will water. But yet it hath been observed, that if one be about to sneeze, the rubbing of the eyes till they run with water will prevent it. Whereof the cause is, for that the humour which was descending to the nostrils, is diverted to the eyes.”

„In die Sonne schauen verursacht Niesen. Der Grund dafür liegt nicht in der Erwärmung der Nasenlöcher – denn es genügt bereits, wenn man die Nasenlöcher nur für einen Augenblick der Sonne entgegenreckt –, sondern im Herabziehen der Flüssigkeit des Gehirns. Denn es macht die Augen wässrig und das Herabziehen der Flüssigkeit zu den Augen zieht sie in der gleichen Bewegung zu den Nasenlöchern und so folgt das Niesen. Wie umgekehrt das Kitzeln in den Nasenlöchern die Flüssigkeit zu den Nasenlöchern zieht und im Gleichen zu den Augen, denn auch diese werden wässrig. Es wurde jedoch beobachtet, dass, wenn einer im Begriffe ist zu niesen, das Reiben der Augen, bis sie mit Wasser laufen, dieses verhindert. Der Grund hiervon ist, dass die Flüssigkeit, die zu den Nasenlöchern absteigt, zu den Augen umgeleitet wird.“

## Erwähnungen in der Belletristik
Auch in die Belletristik findet der photische Niesreflex immer wieder Eingang.
Georg Büchner erwähnt ihn im 1836 verfassten Drama Woyzeck:

„DOKTOR: … Ich hab’s gesehen, mit diesen Augen gesehen; ich steckt’ grade die Nase zum Fenster hinaus und ließ die Sonnenstrahlen hineinfallen, um das Niesen zu beobachten.“

Eine weitere Stelle findet sich in Iwan Sergejewitsch Turgenews 1862 erschienenem Roman Väter und Söhne. In einer Szene des Romans liegen die beiden Hauptpersonen Jewgenij und Basarow ausgestreckt im Heu. Ein Stabsarzt kommt hinzu und sagt:

„… ihr habt ein herrliches Plätzchen gewählt und gebt euch einer vorzüglichen Beschäftigung hin. Auf der ’Erde’ liegen, in den ’Himmel’ blicken… Wisst ihr – das hat eine tiefere Bedeutung!
Basarow, der sich durch das Auftreten des Stabsarztes gestört fühlt, antwortet:
Ich blicke nur dann gen Himmel, wenn ich niesen will.“

Ausschnitt aus Wilhelm Buschs Die Prise, 1868

1868 fand der photische Niesreflex Eingang in Wilhelm Buschs kurze Bildergeschichte Die Prise. Ein Mann, der eine Prise Schnupftabak genommen hat, probiert verschiedene Dinge aus, damit das Jucken in der Nase auch tatsächlich zum befreienden Niesen führt. Ein Blick in die Sonne bringt endlich die Erlösung.

„Und hilft auch alles dieses nicht, / So hilft ein Blick ins Sonnenlicht.“

Auch in neuerer Literatur finden sich Erwähnungen:

„Aber ich konnte in diesem Moment sehen, dass er neugierig links und rechts seine Umwelt wahrnahm, dass er – während er ging – mit offenen Augen in die Sonne starrte, bis er niesen musste.“